# Onthophagus semicornis
Onthophagus semicornis är en skalbaggsart som beskrevs av Georg Wolfgang Franz Panzer 1798. Onthophagus semicornis ingår i släktet Onthophagus och familjen bladhorningar. Inga underarter finns listade i Catalogue of Life.